# تفجير قيصرية 2016
تفجير قيصرية هو تفجير وقع في مدينة قيصرية التركية يوم السبت 17 ديسمبر 2017. نتج عن التفجير مقتل 13 جندي تركي، وإصابة العشرات. وقع الانفجار عن طريق سيارة مفخخة.

## الانفجار
أدى الانفجار إلى تدمير حافلة كان يستقلها جنود أتراك كانوا في زيارة إلى سوق محلي. قال وزير الداخلية سليمان صويلو إن السلطات التركية ألقت القبض على سبعة أشخاص وتبحث عن خمسة آخرين فيما لهم علاقة بالتفجير. رجح الرئيس التركي رجب طيب أردوغان أن حزب العمال الكردستاني هو من يقف وراء هجوم قيصرية. الجنود القتلى والمصابون جميعهم ذوي رتب متوسطة وضباط صف، قد أعطي لهم الإذن للحصول على إجازة من مقر المغاوير في مدينة. الجرحى يعالجون في المستشفى مع إمكانية أن يكون هناك ضحايا من المدنيين. الانفجار أتى بعد أسبوع من قتل 44 شخصا في تفجير مزدوج في إسطنبول بعد مباراة لكرة القدم.

## مابعد الانفجار
في 19 ديسمبر / كانون الأول 2016 م اعتقلت السلطات التركية 15 مشتبهاً بهم قيد التحقيق الجاري في الهجوم.

## ردود الفعل
- قال رئيس الوزراء التركي بن علي يلدرم في بيان أصدره مكتبه السبت: «إن تركيا تتعرض لهجمات تشارك فيها جماعات إرهابية عدة، خاصة الجماعة الإرهابية المسببة للشقاق، نعلم أن تلك الهجمات التي نتحملها لا علاقة لها بما يحدث في سوريا والعراق أو بالتقلبات الاقتصادية».[2]
- صرح نائب رئيس الوزراء التركي فيسي كيناك: «إن هجوم قيصري «مماثل للأسف» للهجوم الذي نفذه مسلحون أكراد في إسطنبول».[2]